# Taxi (film, 1953)
Pour les articles homonymes, voir Taxi (homonymie).
Pour plus de détails, voir Fiche technique et Distribution.
Taxi est un film américain réalisé par Gregory Ratoff, sorti en 1953.

## Synopsis
Un chauffeur de taxi prend en pitié une jeune mère et son enfant, et part à la recherche du père disparu.

## Fiche technique
- Titre : Taxi
- Réalisation : Gregory Ratoff
- Scénario : Daniel Fuchs et D.M. Marshman Jr. d'après le scénario original d'Alex Joffé et Jean-Paul Le Chanois
- Production : Samuel G. Engel
- Société de production : Twentieth Century Fox
- Musique : Leigh Harline
- Photographie : Milton R. Krasner
- Montage : Hugh S. Fowler
- Pays d'origine : États-Unis
- Format : Noir et blanc - 1,37:1 - Mono - 35 mm
- Genre : Drame
- Durée : 77 minutes
- Date de sortie : 21 janvier 1953

## Distribution
- Dan Dailey : Ed Nielson
- Constance Smith : Mary Turner
- Neva Patterson : Mlle Millard
- Blanche Yurka : Mme Nielson
- Kyle MacDonnell : Dottie
- Walter Woolf King : Homme d'affaires
- Anthony Ross : M. Alexander
- Mark Roberts : Jim Turner
- Mario Siletti : Amato
- Virginia Vincent : Hortense

## Autour du film
- Il s'agit d'un remake du film français Sans laisser d'adresse réalisé par Jean-Paul Le Chanois.